# NK Sava Strmec Samoborski
NK Sava je nogometni klub iz naselja Strmec Samoborski.
Trenutačno se natječe u Jedinstvenoj zagrebačkoj županijskoj ligi.

## Vanjske poveznice
- Službene stranice  Arhivirana inačica izvorne stranice od 18. svibnja 2013. (Wayback Machine)
- Stranice na Facebooku